# Zatîșne, Krînîcikî
Zatîșne (în ucraineană Затишне) este localitatea de reședință a comunei Zatîșne din raionul Krînîcikî, regiunea Dnipropetrovsk, Ucraina.

## Demografie
Componența lingvistică a localității Zatîșne
     Ucraineană (94,42%)
     Rusă (4,67%)
     Alte limbi (0,57%)
Conform recensământului din 2001, majoritatea populației localității Zatîșne era vorbitoare de ucraineană (94,42%), existând în minoritate și vorbitori de rusă (4,67%).